# Cirripectes chelomatus
Cirripectes chelomatus är en fiskart som beskrevs av Williams och Maugé, 1984. Cirripectes chelomatus ingår i släktet Cirripectes och familjen Blenniidae. Inga underarter finns listade i Catalogue of Life.